# فودورا
فودورا (انگلیسی: Foodora) شرکت سفارش غذای سوئدی است، که در سال ۲۰۱۴ تأسیس شد.